# Carlo Bresciani
Carlo Bresciani (ur. 26 marca 1949 w Nave) – włoski duchowny katolicki, biskup San Benedetto del Tronto-Ripatransone-Montalto w latach 2014-2024. 

## Życiorys
Święcenia kapłańskie otrzymał 7 czerwca 1975 i został inkardynowany do diecezji Brescia. Przez wiele lat pracował jako wikariusz, jednocześnie wykładając na uczelniach w Mediolanie i w Brescii. W 2009 objął funkcję rektora seminarium w Brescii.
4 listopada 2013 papież Franciszek mianował go ordynariuszem diecezji San Benedetto del Tronto-Ripatransone-Montalto. Sakry biskupiej udzielił mu 11 stycznia 2014 biskup Brescii - Luciano Monari.
2 maja 2024 ten sam papież przyjął jego rezygnację z urzędu biskupa San Benedetto del Tronto-Ripatransone-Montallo złożoną ze względu na wiek.